# 清宮すず
清宮 すず（きよみや すず）は、日本のAV女優。エスフラート所属。

## 略歴
2020年5月、kawaii*専属女優としてAVデビュー。
2020年10月より専属を離れ企画単体女優となる。

## 人物
ツイッターのタイムラインで流れてくる可愛い女子が調べてるとAV女優だったことが多くあって、そこから興味が湧きチェックをしていると女優たちが凄く楽しそうに見え、自身のエッチ好きもあってやってみたいと思うようになったことがAV女優となったきっかけ。
好きなAV女優は七沢みあ。
高校生の頃に陰毛が気になるようになり、それからはパイパンにしている。
初体験は16歳の時で、相手は付き合っていた同じアルバイト先の2歳年上の先輩。

## 出演作品

### アダルトDVD
- 「私にセックス教えてください」 満点笑顔に心を奪われる 卒業したばかりの18歳 清宮すず AVデビュー（5月25日、kawaii*）
- 18歳の未熟ボディがビックンビックン敏感覚醒! 初潮吹き!初デカチン!初ポルチオ開発! えちえち3本番（6月25日、kawaii*）
- じゅるじゅるベロキス×ちんしゃぶ×アナル舐め 唾液とマン汁で顔もカラダもぐちょぐちょ プッシートゥマウス大好き制服美少女（8月25日、kawaii*）
- 「どうせヤリマンなんだろ?」 人気者と勘違いしてるムチムチ過激18禁コスプレイヤーをお望み通り今から犯してあげるね。（9月25日、kawaii*）
- 素人10代ナンパ GET!! No.217 シコいおしゃかわ女子はテンション爆上げ性育オンライン編（10月7日、桃太郎映像出版）※オムニバス作品、他4名出演
- 顔出しMM号 女子大生限定 ザ・マジックミラー 素人娘が初めての潮吹き直後にデカチン挿入! 3 恥じらいながらも人前でイキ潮を吹いてしまったJDオマ○コは戸惑う間もなくデカチン激ピストンで連続絶頂!イキ漏らしが止まらない!! in池袋（10月7日、DEEP'S）※「ゆお」名義、オムニバス作品、他5名出演
- 素人女子大生ガチナンパ! うぶな美少女に生まれて初めての女性向け風俗体験してもらいました! 3 禁止の本番までしちゃった素人娘&イケメン4組（10月23日、赤面女子）※オムニバス作品、他3名出演
- マジックミラー号ハードボイルド 街行く“未成年女子大生”が“リード付き固定バイブ”でマジックミラー号の内外を連れまわされイキまくり! 人生初の合法露出SEXの快感に潮を吹きまくった10代素人娘は連続中出しも拒めない!（11月12日、サディスティックヴィレッジ）※オムニバス作品、他3名出演
- 「教え子の童貞卒業させてもらえませんか?」 教育実習の先生が、童貞生徒を優しく筆おろし 禁断の中出し性教育!!（11月13日、赤面女子）※オムニバス作品、他3名出演
- 小さい頃からボクに片思いしている幼馴染のおかげで毎日色々な女子とエッチできています。 ひきこもりのボクに幼馴染が友達を呼んで眠らせてくれるので、ボクはやりたい放題セックスしまくり!（12月7日、Hunter）※オムニバス作品、他5名出演
- 眼帯ビキニ&包帯ビキニを着て過激密着でオトコを天国級の快楽にエスコートする派遣整体師（12月11日、BAZOOKA）※オムニバス作品、他3名出演
- 制服美少女の校則違反（12月13日、S-Cute）※オムニバス作品、他2名出演
- イジメっ子から僕を守るため、一週間SEXし続けた巨乳で優しい幼馴染。（12月19日、ROYAL）

- 美術部の合宿に行った彼女の既読が付かない（1月19日、かぐや姫Pt）
- 完全主観 妹系メイド出張デリヘル パイパン中出しオプション付き 3（2月12日、BAZOOKA）※オムニバス作品、他3名出演
- 卒業式のあとで… 卒業生と元担任の切ない百合物語。（4月7日、ビビアン）共演：加藤あやの

### VR
2020年
- 彼女は18歳… 絶対秘密の禁断交際 こっちの気も知らずに甘えん坊でえちえち全開!夜から朝までぶっ通しでハメまくり!初めての朝帰りエッチッチ（9月10日、kawaii*）
- 『彼女いるのに悪いんだ〜』 幼馴染の親友と付き合っているボクは幼馴染の誘惑に勝てずに絶対手を出してはいけない相手と分かっていても手を出してしまった…（10月23日、Hunter）
- HQ 劇的超高画質 ほろ酔い彼女とえっちなゲーム 罰ゲームで徹底イカセ 罰なのにご褒美になっちゃうラブイチャSEX（11月25日、ブイワンVR）

2021年
- HQ60fps 美乳カノジョとLOVELOVEえっち 小悪魔責め＆コスプレで大興奮!（3月5日、TEPPAN）

### ネット配信
2020年
- 百戦錬磨のナンパ師のヤリ部屋で、連れ込みSEX隠し撮り 175 罰ゲームでキスを迫ればそのまま流されてベッドイン♪色白巨乳のエロボディを晒しされるがままに肉棒を咥えこみイキ乱れる!（10月1日、ナンパTV）※「すず」名義
- 【オナクラ盗撮→ムッチムチフレッシュボディをハメ倒す】正統派黒髪美少女がまさかのオナクラバイト!?エッチなことに興味津々なスズちゃんの裏の顔は、ド変態精子研究員だった!!パンパンに溜まったキン○マを嬉しそうにしゃぶり、ペロペロと脇舐めから足指フェラまで大サービス!!ピチピチのデカ尻振って大好きな精子を搾り取り、分析までしちゃいました♪（10月4日、プレステージプレミアム）※「すず」名義
- 【初撮り】【清純×F乳×19歳】【人生で初めての..】抜群の透明感を放つ女子校育ちの清楚系美少女。可愛い仕草を魅せて恥ずかしがっていた彼女に.. ネットでAV応募→AV体験撮影 1360（10月4日、シロウトTV）※「すず」名義
- 美少女Gカップ巨乳ウー●ーイーツ配達員!!我慢の限界でお漏らし配送!!びしゃパンツ乾かす為に脱がせば…お宝パイパン美マン!!理性崩壊の即挿入でいただきます!!連続昇天&潮吹き連発!!ナマ中出し連発で大満足!!（10月11日、プレステージプレミアム）※「すーちゃん」名義
- かりん（10月28日、素人ホイホイpower）[3]

### イメージDVD
- 純系全開物語 19才・身長156cm・Fカップ（2020年10月23日、CRANE）※「天木みすず」名義[4]